# Cooper Freedman
Dr. Cooper Freedman é um personagem fictício de Private Practice, spin-off de Grey's Anatomy. É interpretado pelo ator Paul Adelstein.

## História do personagem
Cooper Freedman (Coop) é filho único de um casal em Akron que o adoptou. Ele nunca sentiu necessidade de procurar os seus pais biológicos apesar de saber que são judeus, tal como os seus pais porque ele foi colocado numa agência de adopção judaica. Na adolescência, trabalhou em acampamentos de verão em Indiana, onde ele percebeu que gostava de crianças e decidiu tornar-se pediatra. 
Depois de começarem a ver-se com regularidade, Cooper expressou o desejo de querer um relacionamento "normal" com a Charlotte, visto que os dois depois de online-dating estavam a ver-se em segredo e ele queria conhecê-la melhor intimamente. 
Cooper usa a expressão "small potatoes" muitas vezes.

## Trabalho
Cooper trabalha no Oceanview Wellness Center como um pediatra. Ele é o melhor amigo de sua colega de trabalho, Violet Turner, que é uma psiquiatra. Ambos sofrem de problemas de relacionamento. Cooper tem problemas para conhecer mulheres, porque ele diz que não pode conviver com pessoas com mais de doze anos de idade (por causa de sua profissão). Então, ao invés de namoro cara a cara, prefere encontros pela internet. Estas relações online quase nunca deram certo e ele é sempre humilhado. No episódio "The Other Side of This Life", Cooper teve seu carro roubado de uma mulher que conheceu on-line, cujo nick era "SexyBoobs316".
Cooper é membro da Academia Americana de Pediatria. É claro que ele realmente se preocupa com cada um de seus pacientes. Em um episódio, ele notou vários sintomas de abuso de uma menina com um braço quebrado, cuja mãe era paciente de Sam. Apesar das objeções de Sam, Cooper relatou suas suspeitas e, posteriormente, testemunhou em tribunal para ajudar a criança.

## Vida pessoal
No início da 1ª temporada é sugerido um relacionamento entre Cooper e Violet Turner, sua melhor amiga e psiquiatra no Oceanside Wellness. Cooper, muitas vezes, ridiculariza Violet de sua paixão contínua com seu ex-namorado Alan. Quando Violet está se sentindo sexualmente privada ela faz um pacto para serem amigos benefícios, mas desiste na última hora porque ele não quer mudar seu relacionamento. No episódio "In Which Cooper Finds a Port In His Storm", ele "satisfaz" a Dra. Charlotte King, que é chefe do pessoal do hospital local e alguém que ele conhece profissionalmente, através site de namoro on-line. Ela é completamente envergonhada por isso, além de tentar evitar Cooper, mas no final do episódio, ela concorda em ter beber uma bebida com ele, mas em vez disso, os dois fazem sexo e entrar em uma estrita relação sexual nos episódios posteriores. Os dois começam a cuidar uns dos outros, no entanto, a relação se rompe após Cooper descobrir que Charlotte tinha planejado secretamente fazer e executar planos de alugar o quarto andar da clínica.